# Luigi Bosatra
Luigi Bosatra (Milano, 8 agosto 1905 – Abbiategrasso, 16 febbraio 1981) è stato un marciatore italiano.

## Biografia
Nato nel 1905 a Milano, a 18 anni partecipò ai Giochi olimpici di Parigi 1924 nella marcia 10000 m, passando le semifinali da 4º e chiudendo la finale all'8º posto con il tempo di 50'09"0.
Morì nel 1981, a 76 anni. 

## Palmarès
| Anno | Manifestazione  | Sede   | Evento         | Risultato | Prestazione | Note |
| ---- | --------------- | ------ | -------------- | --------- | ----------- | ---- |
| 1924 | Giochi olimpici | Parigi | Marcia 10000 m | 8º        | 50'09"0     |      |